# Бердехо
Бердехо (ісп. Berdejo) — муніципалітет в Іспанії, у складі автономної спільноти Арагон, у провінції Сарагоса. Населення — 64 особи (2010).
Муніципалітет розташований на відстані близько 200 км на північний схід від Мадрида, 90 км на захід від Сарагоси.

## Демографія
Динаміка населення (INE ):